# The New York Times Magazine
The New York Times Magazine es el suplemento dominical del periódico The New York Times. Contiene artículos de mayor longitud que la usual en los publicados en la edición diaria y escriben para él muchos colaboradores de prestigio. También se destaca por sus fotografías, en particular en su diseño y estilo.

## Historia
La primera edición fue el 6 de septiembre de 1896 y contenía la primera fotografía impresa en un periódico. La creación de un suplemento dominical "serio" fue parte de una revisión masiva del diario dispuesta ese año por su nuevo propietario, Adolph Ochs, dentro la cual ordenó excluir del periódico los artículos de ficción, las tiras de prensa y las notas sobre chismes siendo considerado en general como quien salvó al The New York Times de la ruina económica. En 1897, el suplemento publicó 16 páginas de fotografías referidas a las bodas de diamante de la Reina Victoria, una "costosa hazaña" que la convirtió en una edición sumamente popular y ayudó a lanzar el suplemento al éxito.
En sus primeros años The New York Times Magazine comenzó la tradición de tener colaboradores muy conocidos, desde William Edward Burghardt Du Bois y Albert Einstein a muchos actuales y futuros presidentes de los Estados Unidos.Lester Markel, un "intenso y autocrático" periodista que supervisó el Times dominical desde los '1920 hasta loe '1950, alentó la concepción de la revista con un foro de ideas. Durante el período que estuvo a cargo, hubo colaboraciones de personalidades tales como Leo Tolstoy, Thomas Mann, Gertrude Stein, y Tennessee Williams. Cuando en 1970 The New York Times introdujo su primera página Op-Ed la revista dejó de publicar tantas notas editoriales.
En 1979, la revista comenzó a publicar la columna "On Language" (Sobre lenguaje) del periodista ganador del Premio Pulitzer William Safire en la que trataba temas de gramática y etimología inglesa. Esta columna pronto ganó popularidad y hacia 1990 era la que más correo de lectores recibía en la revista. 1999 vio la aparición de "The Ethicist" (El Moralista) una columna con consejos escrita por el humorista Randy Cohen que rápidamente se convirtió en una de las secciones muy controversiales de la revista.  "Consumed" (Consumido) una columna habitual de Rob Walker sobre la cultura del consumidor apareció en 2004. El suplemento también trae una página de acertijos realizada por Will Shortz, que contiene un extenso problema de palabras cruzadas más difícil de resolver que el publicado en el Times durante la semana, además de otros tipos de acertijos que se van alternando tales palabras cruzadas sin diagrama y anacrósticos).

## Suplementos
En 2004, The New York Times Magazine comenzó a publicar un suplemento dedicado enteramente a la moda y el diseño llamado T, editado por Stefano Tonchi y que aparece 14 veces al año.
En 2006, aparecen otros dos suplementos: PLAY, dedicado al deporte que se incluye una vez al mes y KEY, sobre propiedades inmuebles que aparece dos veces al año.

## The Funny Pages
En la edición de la revista del 18 de septiembre de 2005 se anunció mediante una nota del editor la inclusión de The Funny Pages (las páginas divertidas) una nueva sección que intentaba "comprometer a nuestros lectores en algunas formas que todavía no hemos probado y hacerles conocer que hay diferentes posibilidades de escritura para contar la historia de nuestra época." The Funny Pages tenía tres partes: la Tira (The Strip) (una novela gráfica cuya trama se prolongaba varias semanas), el folletín del domingo (Sunday Serial) que duraba semanas e Historias de la vida real (True-Life Tales) ensayo humorístico de un autor diferente cada semana; esta última dejó de aparecer el 8 de julio de 2007.
La sección había sido criticada por no ser divertida, e incluso a veces superficial y excesivamente petulante; en una encuesta conducida por Gawker.com preguntando: ¿Encuentra ahora o alguna vez encontró, divertidas a The Funny Pages? El 92% de los 1824 encuestados contestó "No."

### Historietas
| Título                             | Artista         | Fecha de inicio          | Fecha de finalización   | N* de capítulos |
| ---------------------------------- | --------------- | ------------------------ | ----------------------- | --------------- |
| Building Stories                   | Chris Ware      | 18 de septiembre de 2005 | 16 de abril de 2006     | 30              |
| Maggie la loca                     | Jaime Hernández | 23 de abril de 2006      | 3 de septiembre de 2006 | 20              |
| George Sprott (1894-1975)          | Seth            | 17 de septiembre de 2006 | 25 de marzo de 2007     | 25              |
| Watergate Sue                      | Megan Kelso     | 1 de abril de 2007       | 9 de septiembre de 2007 | 24              |
| Mister Wonderful                   | Daniel Clowes   | 16 de septiembre de 2007 | 10 de febrero de 2008   | 20              |
| Low Moon                           | Jason           | 17 de febrero de 2008    | 22 de junio de 2008     | 17              |
| The Murder of the Terminal Patient | Rutu Modan      | 29 de junio de 2008      | 2 de noviembre de 2008  | 17              |
| Prime Baby                         | Gene Yang       | 9 de noviembre de 2008   | 5 de abril de 2009      | 18              |

### Folletín del domingo
| Título                         | Autor                             | Fecha de inicio        | Finalización          | N* de capítulos |
| ------------------------------ | --------------------------------- | ---------------------- | --------------------- | --------------- |
| Comfort to the Enemy           | Elmore Leonard                    | 18 de septiembre, 2005 | 18 de diciembre, 2005 | 14              |
| At Risk                        | Patricia Cornwell                 | 8 de enero, 2006       | 16 de abril, 2006     | 15              |
| Limitations                    | Scott Turow                       | 23 de abril, 2006      | 6 de agosto, 2006     | 16              |
| The Overlook                   | Michael Connelly                  | 17 de septiembre, 2006 | 21 de enero, 2007     | 16              |
| Gentlemen of the Road          | Michael Chabon                    | 28 de enero, 2007      | 6 de mayo, 2007       | 15              |
| Doors Open                     | Ian Rankin                        | 13 de mayo, 2007       | 19 de agosto, 2007    | 15              |
| The Dead and the Naked         | Cathleen Schine                   | 9 de septiembre, 2007  | 6 de enero, 2008      | 16              |
| The Lemur                      | John Banville (as Benjamin Black) | 13 de enero, 2008      | 27 de abril, 2008     | 15              |
| Mrs. Corbett's Request         | Colin Harrison                    | 4 de mayo, 2008        | 17 de agosto, 2008    | 15              |
| The Girl in the Green Raincoat | Laura Lippman                     | 7 de septiembre, 2008  |                       | 1 (hasta ahora) |

Entre los folletines, At Risk, Limitations, The Overlook, Gentlemen of the Road y The Lemur fueron luego publicados en formato de libros con material adicional.